# I Bit-Nik
I Bit-Nik sono uno storico gruppo musicale italiano di musica beat italiana.

## Storia
I Bit-Nik si formano nel 1964 a Genova, dall'incontro tra cinque amici appassionati di musica e in particolare dal beat, che citano - sia pure storpiandone la grafìa - anche nel nome.
Dopo aver ottenuto il contratto discografico con la Meazzi e dopo l'incisione del primo 45 giri, Preghiera per un amico beat, Pino Fasce abbandona il gruppo, che continua l'attività come quartetto, pubblicando il secondo 45 giri nel 1967, Manifesto beat, canzone considerata uno dei simboli del movimento beat italiano (e come tale verrà inserita da Giulio Tedeschi nel 1989 nella compilation Oracolo).
Suonano anche come session man in alcuni dischi di altri artisti pubblicati dalla loro casa discografica, ad esempio in Finché c'è vita c'è speranza/La terra, 45 giri di Bebo and Beba.
Nello stesso anno collaborano con Dario Fo, scrivendo le musiche della commedia La passeggiata della Domenica: nel corso della tournée con Fo hanno modo di esibirsi in alcuni dei più grandi teatri italiani, come il Regio di Parma e il Metastasio di Prato.
L'anno successivo partecipano e vincono il Tour della canzone, e sono spesso ospiti di programmi televisivi come Chissà chi lo sa?; in questo periodo entra Gianni Mondini al posto di Perazzo.
Incidono anche una cover di Hello goodbye dei Beatles e una loro versione di Ho difeso il mio amore, cover di Nights in White Satin dei Moody Blues (incisa prima dai Profeti e poi anche dai Nomadi).
Nelle loro ultime canzoni, tornati ad una formazione a 5 con l'ingresso di Mauro Dassio, proveniente dai Bats, si staccano dal beat per avvicinarsi al rhythm 'n' blues, usando spesso una sezione di fiati; nel 1969 evolvono ulteriormente il loro stile, accostandosi al nascente progressive: questi nuovi brani però restano inediti fino al 1997, quando vengono pubblicati dalla On Sale Music in un cd che racchiude anche tutte le canzoni pubblicate su 45 giri.
Delusi dall'atteggiamento della Meazzi, i Bit-Nik decidono di sciogliersi; si riformano nuovamente nel 2001 in una formazione a 5 (che in realtà comprende sia Mondini che Perazzo, che si alternano negli spettacoli) per riprendere l'attività concertistica, che continua tuttora, incidendo anche un nuovo album nel 2004.

## Formazione
- Mauro Boccardo: voce solista, organo
- Giulio Pistarino: batteria (dal 1964 al 1970 e dal 2001 al 2009)
- Nanni Perazzo: basso (dal 1964 al 1968)
- Gianni Mondini: basso (dal 1968 al 1971)
- Mauro Dassio: sax, chitarra, organo (dal 1968 al 1971)
- Ezio Gaggioli: chitarra
- Giuseppe Fasce: chitarra (dal 1964 al 1966)
- Enrico Fiorito: batteria (dal 2009 al 2012)
- Marco Biggi: Batteria e voce (dal 2012)
- Lorenzo Gazzano: tastiere e voce (dal 2014)

## Discografia

### Singoli
- 1966: Preghiera per un amico beat/Tu non ridi più (Meazzi, M 01301)
- 1967: Manifesto beat/Realtà n° 1 (Meazzi, M 01307)
- 1967: Cerca in fondo agli occhi miei/Svegliati e cammina (Meazzi, M 01311)
- 1968: Hello goodbye/Ho difeso il mio amore (Meazzi, M 01322)
- 1968: Hello goodbye/Nights in white satin (Meazzi, M 01322; stesso numero del catalogo, ma in questa versione la canzone è cantata in inglese)
- 1968: Per un amore/La fine (Meazzi, M 01336)

### Album in studio
- 1997: I Bit-Nik: beat - psichedelia - progressivo (On Sale Music, 52 - OSM - 014)
- 2004: C'era una volta il rock
- 2013: Senza paura
- 2015: Un sogno...una fotografia

### Compilation
- 1988: Oracolo (Toast Records, con il brano Devi combattere)